# Musikgymnasium Käthe Kollwitz Rostock
Das Musikgymnasium Käthe Kollwitz (MGKK) (bis 2008 Käthe-Kollwitz-Gymnasium) ist ein allgemeinbildendes Gymnasium mit einem Musikförderzweig und eine offene Ganztags- und Multimedia-Schule der Hanse- und Universitätsstadt Rostock. Der obligatorische Unterricht wird im literarisch-künstlerischen, mathematisch-naturwissenschaftlichen, sprachlichen und sportlichen Bereich durch vielfältige Wahlpflicht- und zusätzliche Interessenangebote auf der Grundlage längerfristiger Projekte in Zusammenarbeit mit wissenschaftlichen Einrichtungen, Unternehmen und kulturellen Institutionen ergänzt und bereichert.

## Lage
Das Musikgymnasium Käthe Kollwitz befindet sich im Rostocker Stadtteil Dierkow, wurde 1992 als Gymnasium Toitenwinkel gegründet und unterrichtet seine Schülerinnen und Schüler seit 1995 als Käthe-Kollwitz-Gymnasium im ursprünglichen Schulgebäude.

## Geschichte des Schulgebäudes

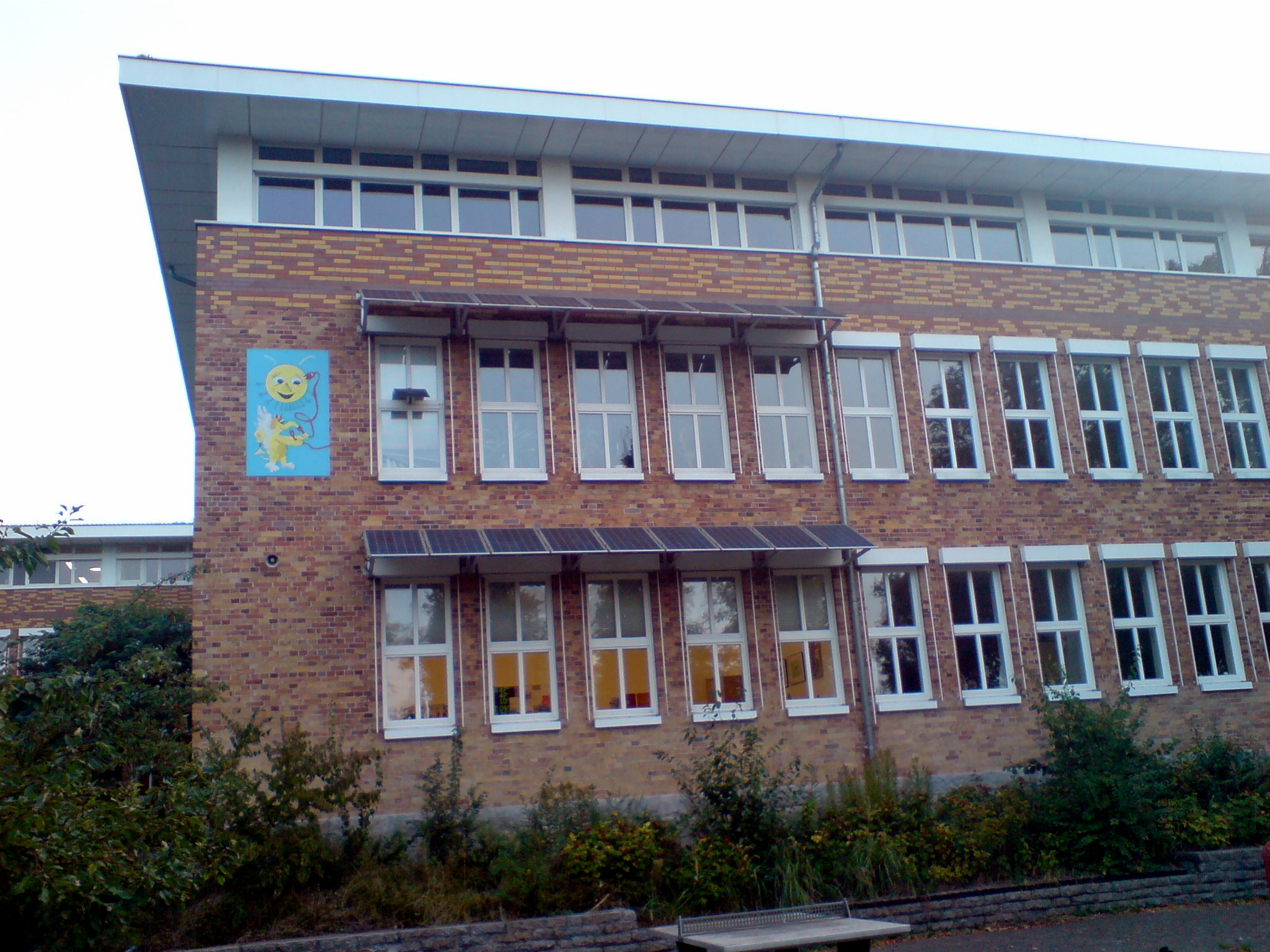
Die Photovoltaikanlage des Musikgymnasiums am süd-westlichen Teil des Schulhauses

Die Dierkower Schule, deren Grundstein im Jahre 1938 gelegt worden war, hatte der Architekt Freiherr Erich zu Putlitz entworfen. 1940 eingeweiht, war das Schulgebäude mit der damals modernsten Ausstattung eingerichtet worden. Mit den großflächigen Wandmalereien (z. B. von Egon Tschirch) und den weiten Fluren galt es als ein „Sinnbild der neuen Zeit“. Die Volksschule diente inmitten der neu entstandenen Dierkower Siedlung schon 1942 als Lazarett und musste ab Herbst 1942 einen Teil des Städtischen Krankenhauses aufnehmen. In den ersten Nachkriegsjahren zog dann wieder eine Volksschule ein, auf die die 2. Polytechnische Oberschule Rostocks folgte. Diese wurde später nach ihrem ehemaligen Lehrer Egon Schultz benannt und schloss 1990 ihre Pforten, um bis 1994 wiederum einer Grundschule Platz zu machen.
Nach elfmonatiger Bauzeit und um ein drittes Obergeschoss erweitert, wurde das Schulhaus am 15. September 1995 als Käthe-Kollwitz-Gymnasium wiedereröffnet. Die Schule verfügt seit November 2001 über eine Photovoltaik- sowie über eine Solar-Hybrid-Anlage. Beide Anlagen sind Ergebnisse von Schülerarbeiten bzw. Schülerprojekten.

## Schulprofil

### Naturwissenschaftlicher Bereich
Das Musikgymnasium Käthe Kollwitz nimmt seit Jahren erfolgreich am bundesweiten Wettbewerb „Jugend forscht“ teil. Darüber hinaus bietet die Schule angewandte Naturwissenschaften ab Klassenstufe 9 als Wahlpflichtunterricht und ab Klasse 11 als Fach an.
Das Fach Informatik wird durchgängig von Klasse 5 bis 9 unterrichtet und in Klasse 10 im Wahlpflichtbereich angeboten. Des Weiteren ist in der Oberstufe die Belegung von Informatik als Hauptfach oder Fach möglich.

### Sprachangebote
Neben Englisch als erster Fremdsprache können Schüler ab der 7. Klasse als zweite Fremdsprache Französisch oder Latein wählen. Ab der 10. Klasse kann Schwedisch als 3. Fremdsprache belegt werden. Jedes Jahr gibt es eine Studienfahrt nach Großbritannien und einen Schüleraustausch mit der schwedischen Partnerschule, dem Brinellgymnasium in Nässjö.

### Musisch-künstlerischer Bereich
Seit seiner Gründung 1992 hat das Käthe Kollwitz-Gymnasium einen besonderen Schwerpunkt auf die Entwicklung eines musisch-künstlerischen Profils gesetzt. Vom Schuljahr 2008/2009 führt die Schule spezielle Musikklassen  und ist das Musikgymnasium der Hansestadt Rostock. Die Schüler können die Fächer Kunst und Gestalten sowie Musik als Hauptfächer belegen.

### Der Musikzweig
Die erweiterte Musikausbildung in den Musikklassen bedeutet, dass die Schüler einen um Musiktheorie, Gehörbildung und Tonsatz erweiterten Musikunterricht erhalten. Darüber hinaus ist die Teilnahme am Fach „Chorerziehung“ bis einschließlich Klasse 10 verpflichtend. Kapazitätsabhängig ist das Erlernen eines „Zweitinstruments“ (Klavier, Gitarre) möglich.
Die Schüler können in verschiedenen Ensembles musizieren: Es gibt das gemischte Ensemble „Querbeat“, die Bigband, ein Instrumentalensemble der Oberstufe und unterschiedlichste Bandbesetzungen. Insgesamt arbeiten am Musikgymnasium sechs Chöre: Die „Farbtöne“ (Klasse 5), „Newcomerchor“ (Klassen 6/7), der Chor „Vocalize“ (Klassen 8/9), die „Singers“ (Klassen 10–12), der Kammerchor „Stimmwerk“ und die „Fusion Voices“ (Lehrer-Eltern-Chor).

### Multimedia-Schule
Die Integration neuer Medien ist seit Jahren Bestandteil der Arbeit im Pflicht- und Wahlpflichtunterricht und in den Angeboten im Rahmen der Ganztagsschule. Am 8. Juli 2008 erhielt das Gymnasium den Titel „Multimedia-Schule“ durch den Kultusminister des Landes Mecklenburg-Vorpommern verliehen.

## Wissenswertes

### Kinderoper Brundibár
In Zusammenarbeit mit dem Musikgymnasium Käthe Kollwitz und der ecolea | Internationale Schule Rostock inszenierte das Max-Samuel-Haus im Mai 2008 die Kinderoper Brundibár. An diesem Projekt waren unter der musikalischen Leitung von Martin Braun und der künstlerischen Gestaltung von Anke Zimmermann 130 Kinder und Jugendliche sowie Studenten der Hochschule für Musik und Theater Rostock beteiligt.

### Jugend debattiert
Jedes Jahr findet in Zusammenarbeit mit der Werkstattschule und der Borwinschule der Wettbewerb „Jugend debattiert“ statt. 2007 konnte beim ersten internationalen Finale in Prag der erste Platz durch einen Schüler der Schule erreicht werden.

### Solarstromer Hobie-Sun
Eine Schülergruppe des Gymnasiums hat 2002 auf dem Gebiet der Solartechnik eine Forschungsarbeit durchgeführt. Sie entwickelte den Katamaran Hobie-Sun, welcher, nur durch Solarenergie angetrieben, eine Höchstgeschwindigkeit von 12 km/h erreichen kann. Das Projekt wurde mit dem 1. Platz beim Schülerprojektwettbewerb des Staatlichen Amtes für Umwelt und Natur (StAUN) und mit dem 2. Platz beim 3. Landessolarwettbewerb ausgezeichnet und auf der Internationalen Gartenbauausstellung 2003 vorgestellt.

### Preisträger des Frankfurter Chortreffens
Der „Newcomer-Chor“ der Schule hat im Juni 2012 am internationalen Chorwettbewerb in Frankfurt am Main teilgenommen. In der Hochschule für Musik und Darstellende Kunst stellte sich der Chor unter der Leitung von Madelaine Blaudzun (Korrepetition: Dr. Jan-Peter Koch) mit seinem Wettbewerbsprogramm einer Fachjury. In der Kategorie „Kinderchor B“ erreichte der Chor bei seiner ersten Teilnahme an einem solchen Wettbewerb den 3. Platz.

## Kooperationspartner
- Konservatorium „Rudolf Wagner-Régeny“
- Hochschule für Musik und Theater Rostock
- Neue Musikschule Carl Orff
- Lichtspieltheater Wundervoll li.-wu
- Max-Samuel-Haus Stiftung
- Jugendkunstschule ARThus
- Rock und Pop Schule Rostock